# لو هوئی-پانگ
لو هوئی-پانگ (انگلیسی: Lo Hoi-pang؛ زادهٔ ۲۱ دسامبر ۱۹۴۱) بازیگر اهل هنگ کنگ است.
از فیلم‌ها یا برنامه‌های تلویزیونی که وی در آن نقش داشته است، می‌توان به استاد بزرگ اشاره کرد.